# 叶卡捷琳娜二世号战列舰
“叶卡捷琳娜二世”号战列舰（羅馬化：Ekaterina II，直译：叶卡捷琳娜二世）是俄罗斯帝国海军于19世纪80年代建造的叶卡捷琳娜二世级前无畏舰首舰。该舰以俄国女皇叶卡捷琳娜二世命名。在俄罗斯帝国海军中，该舰最初被分类为装甲舰，于1892年更改分类为舰队装甲舰。作为19世纪末黑海舰队重建的标志，该舰是首批针对黑海艦隊建造的铁甲舰中的第一艘。
“叶卡捷琳娜二世”号1888年入役黑海舰队。1905年6月前无畏舰“波将金”号上的舰员发生哗变时，尽管舰员同情革命，但该舰因动力系统异常而未能加入哗变。日俄战争结束后不久，该舰被划归预备役并于1907年被除籍。1912年4月22日，该舰被重新指定为“第3号除籍船”，之后被黑海舰队作为鱼雷靶舰击沉。

## 设计和描述

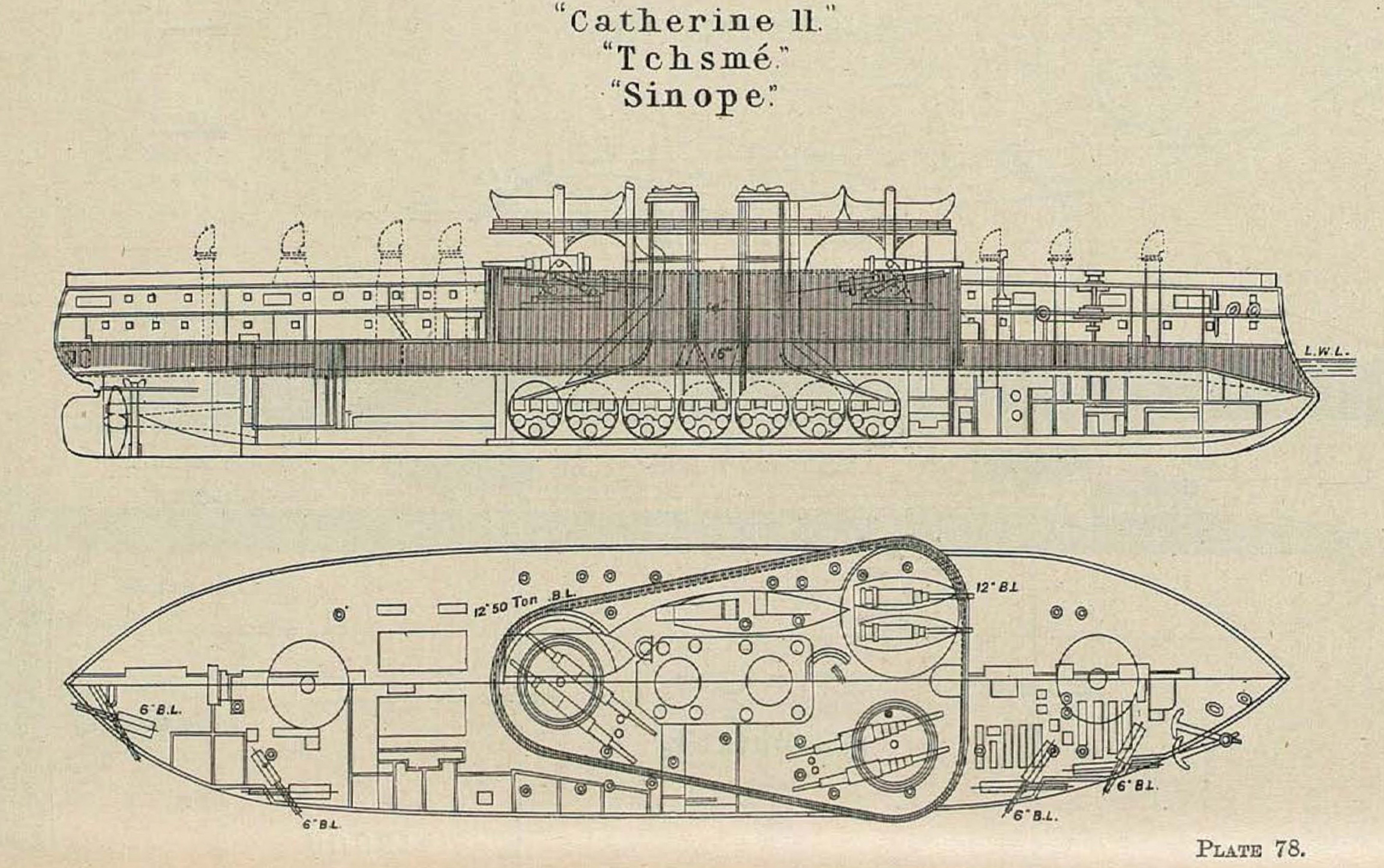
根据《布拉西海军年鉴》（1896年版）中描述的叶卡捷琳娜二世级右侧侧面图和甲板平面图。

“叶卡捷琳娜二世”号水线长331英尺8.5英寸（101.1），全长339英尺3英寸（103.40），舷宽68英尺11英寸（21.0），实际吃水深27英尺11英寸（8.5），比设计方案多了24英寸（610）。该舰满载排水量为11,050長噸（11,230公噸），比设计排水量10,181長噸（10,344公噸）超了近900長噸（910公噸）。建成时是黑海建造的最大军舰。
“叶卡捷琳娜二世”号装有两台由波罗的海船厂制造的三缸立式复合蒸汽机，由同厂建造的14座圆柱形锅炉为发动机提供蒸汽。这些发动机的总设计输出功率为9,000匹指示馬力（6,700千瓦特），但在海试中产生的功率可达到9,101匹指示馬力（6,787千瓦特），而最高速度达到了15.25節（28.24每小時；17.55英里每小時）。该舰满载时可载900長噸（910公噸）燃煤，以10節（19每小時；12英里每小時）航速时，其航程达到2,800海里（5,200；3,200英里），而当速度为14.5節（26.9每小時；16.7英里每小時）时，航程可达1,367海里（2,532；1,573英里）。
“叶卡捷琳娜二世”号与姊妹舰的主要区别在于其12英寸（305）炮架。该舰的火炮使用了体积庞大、由液压驱动的蒙克里夫隐显炮架。这款炮的射击速率为每轮射击间隔5分10秒。两个前向的炮座可以沿舰首方向轴线向内侧偏转30°，在舷侧方向向后偏转35°，总计155°的射击跨角。每门炮备弹60发。这几门主炮安装位置非常低（仅高于主甲板4英尺6英寸（1.4）），在向舰首或者舰尾发炮时会对甲板造成大量破坏。7门6英寸（152）奥布霍夫1877型35倍径火炮安装在船体炮眼的舷侧枢轴支架上，只有一门火炮安装在舰体的尾部。8门47（1.9英寸）五管转轮霍奇基斯机炮被安装在从船体伸出的小型浮筒中，最后面的两门则安装在舰体炮眼内，以保护舰只免遭鱼雷艇的攻击。4门37（1.5英寸）五管转轮霍奇基斯机炮安装在战斗桅楼内。该舰还装备7具水上14英寸（356）鱼雷发射管，每侧前方各装有一门发射管，能够对准前方的目标，另外两具发射管安装在中央装甲堡的两舷前后，第7具在舰尾。

## 建造和服役
“叶卡捷琳娜二世”号以俄罗斯女皇叶卡捷琳娜二世的名字命名。由于克里米亚战争后俄国海军陷入了一段时期的低谷，因此本级四舰的兴建标志着黑海舰队的重建。该舰也是同舰级中唯一由尼古拉耶夫海军部造船厂建造的舰只。该舰于1883年6月26日安放龙骨，1886年5月20日下水，1889年完工。1888年，“叶卡捷琳娜二世”号进行了首次试航，之后被拖到塞瓦斯托波尔进行舾装，并配属至黑海舰队。本舰建成时被分类为装甲舰（броненосец），1892年俄国海军将装甲舰分为岸防装甲舰和舰队装甲舰（эскадренный броненосец）两类，本舰依排水量被分为舰队装甲舰。1897年，俄海军总参谋部提议为该舰更换威力更大的12英寸40倍径火炮，并用克虏伯装甲取代其装甲堡所使用的复合装甲，但事实证明这一提议过于昂贵。1898年中至1902年间，该舰的动力系统得到了升级。原有的舰载锅炉被更换为18台贝尔维尔水管锅炉，引擎被也改成了三胀式蒸汽机。在改装完成后于1902年11月8日进行的试航中，该舰被测得输出功率9,978匹指示馬力（7,441千瓦特），航速达到15節（28每小時；17英里每小時）。
1905年6月，战列舰“波将金”号上的舰员发生哗变。虽然“叶卡捷琳娜二世”号上的舰员被认为同情革命运动，但该舰因动力系统异常而最终未能加入哗变。此后该舰被移交给塞瓦斯托波尔港口当局，并于1907年8月14日被除籍并凿沉在塞瓦斯托波尔作为防波堤。1912年4月22日，该舰被重新定名为第3号除籍船（Исключенное судно № 3），之后被作为靶舰以鱼雷彻底击沉。该舰的残骸于1914年被打捞出来并在尼古拉耶夫拆解出售。

## 脚注

### 出处
1. ↑  Gardiner (1979)，第178頁.
2. 1 2 3 4  张恩东 (2018)，第182頁.
3. ↑  McLaughlin (2003)，第21頁.
4. 1 2  杨冯生 (2021)，第98頁.
5. ↑  McLaughlin (2003)，第21, 29–30頁.
6. 1 2  Watts (1990)，第33頁.
7. ↑  McLaughlin (2003)，第26–28頁.
8. ↑  McLaughlin (2003)，第21, 30頁.
9. ↑  McLaughlin (2003)，第30頁.
10. ↑  唐志拔 (2008)，第79頁.
11. ↑  中国人民解放军军事科学院外军部 (1983)，第140頁.
12. 1 2 3 4  McLaughlin (2003)，第155, 157頁.
13. ↑  Bascomb (2007)，第154頁.
14. 1 2  McLaughlin (2003)，第31頁.
15. ↑  Taras (2000)，第19頁.